# HSD17B11
HSD17B11 (англ. Hydroxysteroid 17-beta dehydrogenase 11) – білок, який кодується однойменним геном, розташованим у людей на короткому плечі 4-ї хромосоми.  Довжина поліпептидного ланцюга білка становить 300 амінокислот, а молекулярна маса — 32 936.
| 10         |  | 20         |  | 30         |  | 40         |  | 50         |
| ---------- |  | ---------- |  | ---------- |  | ---------- |  | ---------- |
| MKFLLDILLL |  | LPLLIVCSLE |  | SFVKLFIPKR |  | RKSVTGEIVL |  | ITGAGHGIGR |
| LTAYEFAKLK |  | SKLVLWDINK |  | HGLEETAAKC |  | KGLGAKVHTF |  | VVDCSNREDI |
| YSSAKKVKAE |  | IGDVSILVNN |  | AGVVYTSDLF |  | ATQDPQIEKT |  | FEVNVLAHFW |
| TTKAFLPAMT |  | KNNHGHIVTV |  | ASAAGHVSVP |  | FLLAYCSSKF |  | AAVGFHKTLT |
| DELAALQITG |  | VKTTCLCPNF |  | VNTGFIKNPS |  | TSLGPTLEPE |  | EVVNRLMHGI |
| LTEQKMIFIP |  | SSIAFLTTLE |  | RILPERFLAV |  | LKQKISVKFD |  | AVIGYKMKAQ |
|            |  |            |  |            |  |            |  |            |

A: Аланін

C: Цистеїн

D: Аспарагінова кислота

E: Глутамінова кислота

F: Фенілаланін

G: Гліцин

H: Гістидин

I: Ізолейцин

K: Лізин

L: Лейцин

M: Метіонін

N: Аспарагін

P: Пролін

Q: Глутамін

R: Аргінін

S: Серин

T: Треонін

V: Валін

W: Триптофан

Кодований геном білок за функцією належить до оксидоредуктаз. 
Задіяний у таких біологічних процесах як метаболізм ліпідів, біосинтез ліпідів, біосинтез стероїдів. 
Білок має сайт для зв'язування з НАДФ. 
Секретований назовні.